# Dimeria guangxiensis
Dimeria guangxiensis är en gräsart som beskrevs av Shou Liang Chen och Guo Ying Sheng. Dimeria guangxiensis ingår i släktet Dimeria och familjen gräs. Inga underarter finns listade i Catalogue of Life.